# 金光善
金 光善(キム・グァンソン、Kim Kwang-Sun、1964年6月8日-)は、全羅北道出身の大韓民国の元ボクシング選手、現在はボクシング解説家である。

## アマチュアでの実績
1984年ロサンゼルスオリンピックでは、ライトフライ級に出場して1回戦敗退だったが、1988年ソウルオリンピックでは、決勝で東ドイツのアンドレアス・テウスを破り、フライ級で金メダルを獲得した。また、その2年前にソウルで行われたアジア競技大会でもフライ級で優勝している。その他、AIBAワールドカップでも2度チャンピオンになった。

## プロでの実績
金は1990年にプロに転向し、わずか5戦後の1992年にはWBC世界フライ級王者ウンベルト・ゴンザレスに挑戦している。試合は終始リードしたが、12ラウンドにTKOで敗れた。1993年にはWBC・国際ボクシング連盟 (IBF)世界フライ級王者マイケル・カルバハルに挑戦したが、7ラウンドTKOで敗れている。プロでは8戦6勝2敗の成績で引退した。